# ربيع الشباب
ربيع الشباب (بالكورية: 사계의 봄) مسلسل تلفزيوني كوري جنوبي رومانسي شبابي، من بطولة ها يو-جون، بارك جي-هو، لي سيونغ-هيوب. عرض على قناة SBS TV في 6 مايو الى 2 يوليو 2025، بث كل يوم الأربعاء الساعة 22:50 (KST)، بستنثاء الحلقة الأولى التي ستبث يوم الثلاثاء. وهو متاح على نتفليكس في كوريا، وعلى فيكي دوليا.

## ملخص
يروي المسلسل قصة مغني البوب الكوري سا-جاي، الذي يُجبر على الدراسة بدخول الجامعة. يُشكل فرقة موسيقية مختلطة من أربعة أعضاء، ويجد الحب والموسيقى.

## الطاقم

### رئيسي
- ها يو جون في دور سا جاي[1]

مغني وعازف جيتار في فرقة ذا كراون.
- بارك جي هو في دور كيم بوم[1]

فتاة حلمت ذات يوم بالذهاب إلى جامعة آيفي ليج. حاليًا طالبة موسيقى عملية ومحترفة بدوام جزئي. تحلم بإنشاء علامة تجارية
- لي سيونغ-هيوب في دور سيو تاي يانغ[1]

أسطورة حية أصبح رئيسًا لنادي الفرقة الموسيقية بجامعة هانجو كطالب جديد بناءً على مهاراته فقط.

### داعم
- جو هان-تشول في دور جو سانغ هيون[2]
- سيو هيه وون في دور باي جيو ري[3]

ابنة عم بوم ومعجبة سا-جي المتعصبة.
- تشا تشونغ هوا في دور كيم جا يونغ[4]

والدة كيم بوم

## التقييمات
| Ep.   | تاريخ البث    | تقييمات (نيلسن كوريا) |
| ----- | ------------- | --------------------- |
| 1     | 6 مايو 2025   | 1.4%                  |
| 2     | 7 مايو 2025   | 0.7%                  |
| 3     | 14 مايو 2025  | 0.7%                  |
| 4     | 21 مايو 2025  | 0.8%                  |
| 5     | 28 مايو 2025  | 1.1%                  |
| 6     | 4 يونيو 2025  | 0.8%                  |
| 7     | 11 يونيو 2025 | 0.8%                  |
| 8     | 14 يونيو 2025 | 0.9%                  |
| 9     | 25 يونيو 2025 | 0.9%                  |
| 10    | 2 يوليو 2025  | 1.0%                  |
| متوسط | متوسط         | —                     |

## الانتاج
المسلسل من اخراج كيم سونغ-يونغ، الذي شارك سابقًا في إخراج مسلسل أعز ما لدي (2023). وكتابة كيم مين-تشول. وانتاجه من قبل استوديو إس بي إس بتعاون مع إف إن سي ستوري وشركة كي بي إس التابعة مونستر يونين.

## روابط خارجية
- الموقع الرسمي
 (بالكورية)
- ربيع الشباب على موقع IMDb (الإنجليزية)
- ربيع الشباب على موقع نتفليكس (الإنجليزية)
- ربيع الشباب على موقع قاعدة بيانات الفيلم (الإنجليزية)
- ربيع الشباب على هانسينما